# アニラセタム
アニラセタム(Aniracetam)またはN-アニソイル-2-ピロリジノン(N-anisoyl-2-pyrrolidinone)は、欧州で処方箋医薬品として販売されるラセタムである。アメリカ食品医薬品局には認可されていない。

## 薬理
アニラセタムは、AMPA型グルタミン酸受容体を正に調節する。
経口で摂取すると肝臓で初回通過効果によってすぐに代謝される。主要な代謝産物は、N-アニソイル-GABA (70–80%)と2-ピロリドン及びp-アニス酸 (20–30%)である。
経口摂取後数時間の血漿中濃度は、アニラセタムで5–15 μg/L、活性代謝産物のN-アニソイル-GABAで5–15 mg/Lである。これら2種は、液体クロマトグラフィー-質量分析により定量される。

## 合成
1970年代にエフ・ホフマン・ラ・ロシュにより初めて合成された。合成は、トリエチルアミンの存在下で2-ピロリドンを塩化アニソイルと反応させることで行われる。
別の方法として、γ-アミノ酪酸を塩化アニソイルと反応させることでも得られる。塩化チオニルの存在下で閉環が起こる。